# Cemitério judaico da Rua Kozma

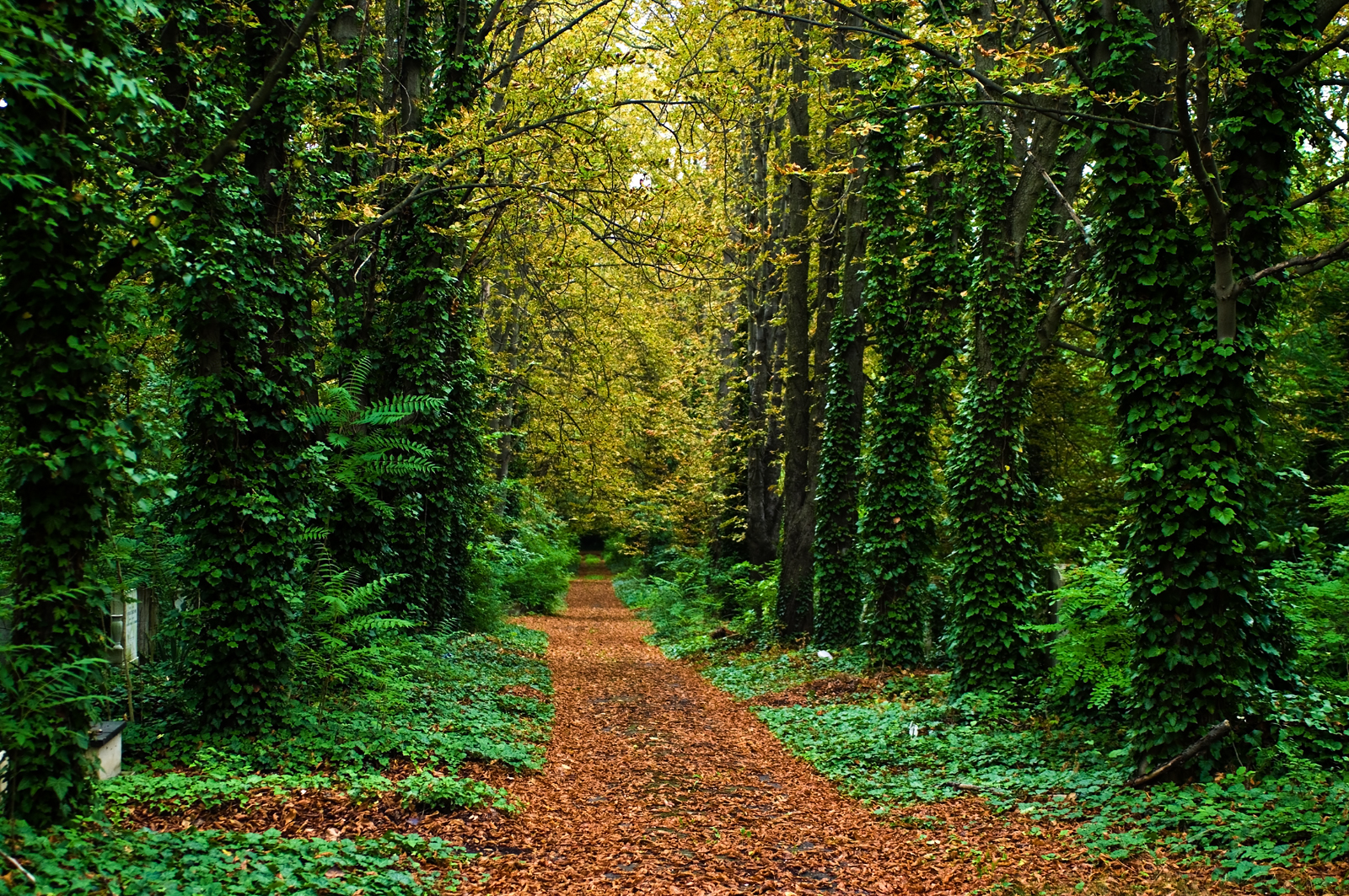
Cemitério judaico da Rua Kozma

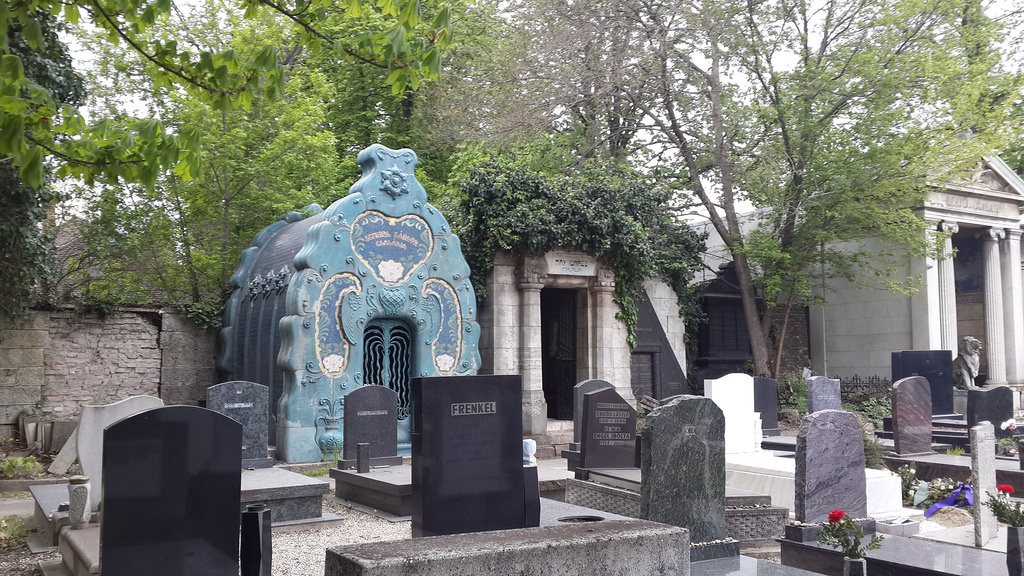
Panorama interno do cemitério

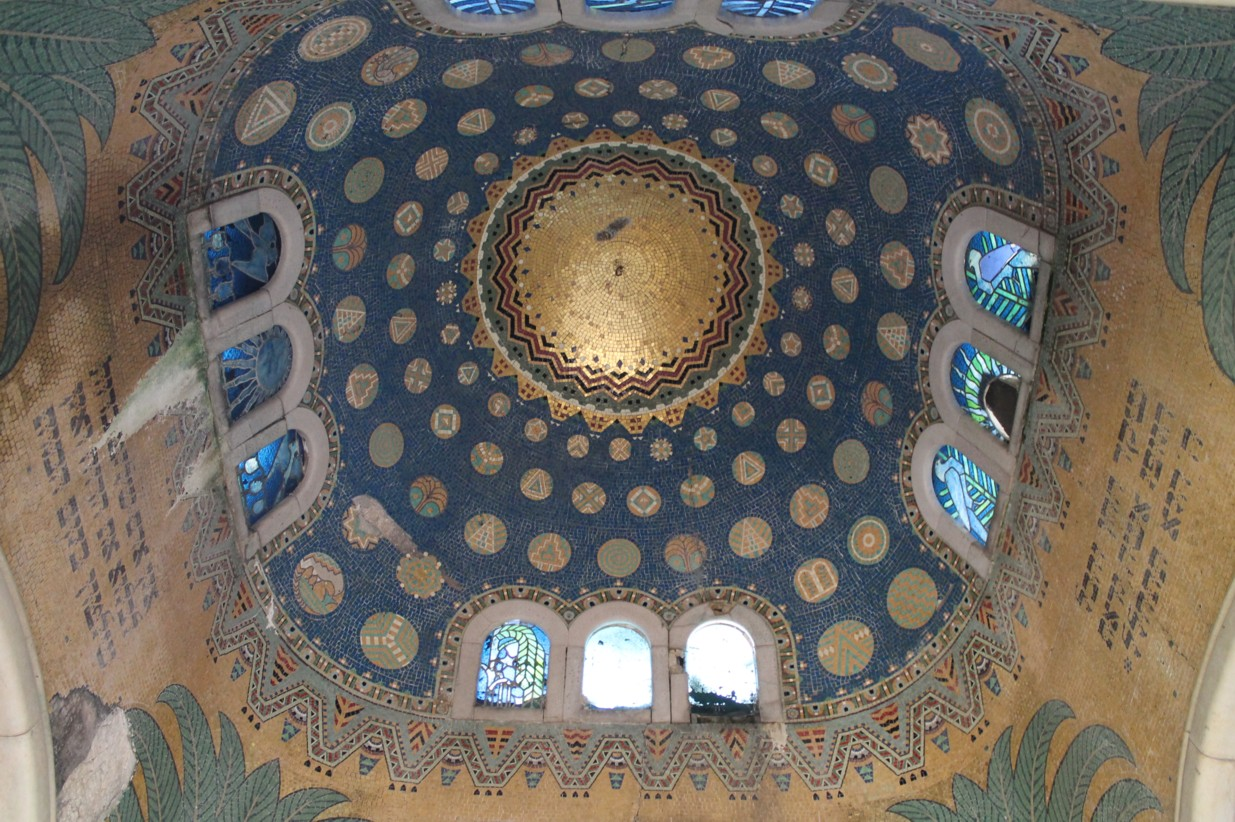
Jazigo da família de Benjámin Griesz por Béla Lajta, 1906-1908.

O Cemitério judaico da Rua Kozma (em inglês:  Kozma Street Cemetery; em húngaro:  Kozma utcai izraelita temető é o maior cemitério judaico de Budapeste, Hungria. Está localizado próximo ao Novo Cemitério Municipal (Újköztemető).

## Cemitério municipal
O cemitério municipal, um dos maiores da Europa, é conhecido por seus não-usuais monumentos e mausoléus. Não-usual para um cemitério judaico, encontram-se esculturas de figuras humanas e mausoléus elaborados in uma variedade de estilos, mais notavelmente diversos mausoléus em art nouveau.
O cemitério foi aberto em 1891 pela comunidade judaica neologista de Budapeste. É o maior cemitério judaico de Budapeste, bem como um dos maiores da Europa. Durante sua história foi o local de sepultamento de mais que 300 mil pessoas. Ainda é utilizado pela comunidade judaica húngara, que é a terceira maior da Europa.